# Esposizioni del Granducato di Toscana
Le esposizioni del Granducato di Toscana si sono svolte in un periodo tra il 1838 e il 1857, che si svilupparono con un certo ritardo rispetto ad altre regioni italiane. La prima esposizione pubblica fu organizzata dall'Accademia dei Georgofili, con l'obiettivo di mostrare i progressi nelle arti e nelle manifatture locali.

## La Prima Esposizione (1838)
La prima Esposizione di Oggetti di Arti e Manifatture Toscane si tenne nel 1838 e mirava a esibire "in bell’apparato" lo stato di raffinamento dei prodotti industriali e la varietà delle manifatture granducali. Gli articoli esposti erano suddivisi in diverse categorie: Lana, Seta, Carta, Ferro, Concie e Bordatini. Tra i vincitori del premio più ambito figuravano la Manifattura Fiorentina di Riva e Maffei, la fabbrica di tessuti di San Donato in Polverosa e la Cartiera Cini di San Marcello Pistoiese.

## Evoluzione delle Esposizioni
Il successo della mostra del 1838 convinse il Granduca Leopoldo II a ripetere l'esperienza l'anno successivo a Palazzo Vecchio, con cadenza triennale. L'ultima esposizione di questo tipo, limitata al settore agrario, si tenne al Parco delle Cascine nel 1857, due anni prima del definitivo allontanamento del Granduca da Firenze.

## Congressi e Sviluppi Nazionali
Nel contesto dei Congressi degli scienziati italiani, iniziati nel 1839, si cominciò a discutere l'organizzazione di esposizioni industriali su scala nazionale. Questo progetto culminò nell'Esposizione generale di Venezia del 1847, che, sebbene avesse visto la partecipazione di molte imprese locali, dovette interrompersi a causa delle turbolenze politiche del biennio 1848-1849 e della successiva restaurazione.